# Anse (mathématiques)
Pour les articles homonymes, voir anse.

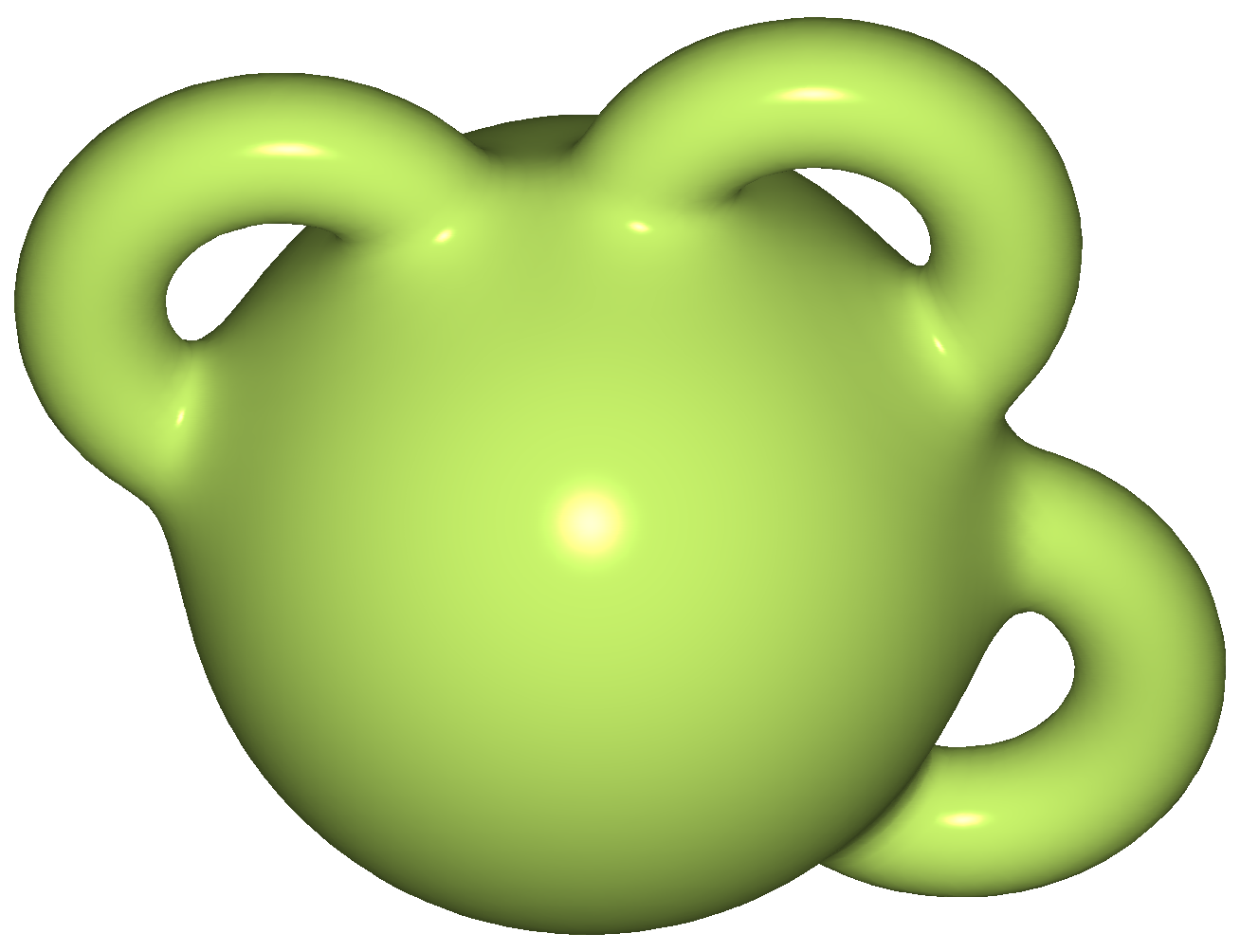
Corps à 3 anses.

Dans le sous-domaine des mathématiques de la topologie, une anse est une boule topologique[Quoi ?]. On les retrouve dans deux contextes :
1. Une anse peut être un sous-ensemble d'une variété. C'est un des éléments de la décomposition en anses d'une variété ;
2. Une anse est un sous-ensemble d'un corps à anses (en) dont la topologie est celle d'une boule et qui peut être coupé le long d'un 2 - disque afin de réduire le genre du corps à anses.